# Yusuf Mohamed
Yusuf Mohamed (5 novembre 1983) è un ex calciatore nigeriano, di ruolo difensore.